# Карл Антон Екерт
Карл Антон Флоріан Екерт (нім. Karl Anton Florian Eckert; 17 грудня 1820, Берлін — 14 жовтня 1879, там само) — німецький диригент та композитор.

## Біографія
Народився у сім'ї вахмістра. Вже у віці п'яти років зарекомендував себе як музичний вундеркінд. Рано знайшов покровителів, які дали можливість навчатися з 1832 року в Берлінській музичній академії. Навчався у Карла Вільгельма Грейліха (фортеп'яно) та Губерта Ріса (скрипка), композицію вивчав під керівництвом Карла Фрідріха Цельтера та Карла Фрідріха Рунгенгаґена. Свій дебютний фортеп'янний концерт дав восени того ж року.
Вже 1830 Екерт написав оперу «Рибальська діва» (нім. Das Fischermädchen), а в 1833 — ораторію «Руф», прем'єрою якої сам продиригував в Берлінській співочій академії.
У 1840-ті роки довго жив у Римі, входячи в гурток німецьких і французьких музикантів (поряд з Теодором Гуві, Едуардом Франком та ін). Пізніше був призначений капельмейстером у Берлінській опері, де залишався до весни 1848 року. Після революції 1848 року, покинув Берлін і вирушив до Амстердама, а потім Брюсселя.
Після тривалих подорожей, під час яких продовжував удосконалювати свою майстерність, в 1851 став акомпаніатором Італійської опери в Парижі. Познайомившись тут зі співачкою Генрієттою Зонтаг, супроводжував її як акомпаніатор у ході тривалих та успішних гастролей у США. З 1853 був капельмейстером придворної опери і філармонічного оркестру у Відні, в 1860—1867 рр. — у Штутгарті, з 1869 повернувся на батьківщину і служив у Берлінській опері.
Перебування Екерта посаді керівника стало важливою віхою історія Віденського філармонічного оркестру. Тут 15 січня 1860 року він провів перший з чотирьох абонементних концертів. З цього моменту розпочалася історія регулярних «Філармонічних концертів» у Відні.
Серед творів Екерта— опери «Кетхен з Нюрнберга» (нім. Das Käthchen von Nürnberg), «Лаборант з Великих гір» (нім. Der Laborant von Riesengebirge), «Шарлатан» (нім. Scharlatan), «Вільгельм Оранський», ораторії (за «Руф'ю» пішла «Юдіф»), камерні твори, церковна музика. Довгостроковий успіх мали лише кілька романсів.
У 1875 році ім'ям Екерта була названа вулиця у Відні (нім. Eckertgasse).